# 内特河 (莱茵河支流)
內特河是德國的河流，屬於萊茵河的左支流，發源自紐堡以南的艾菲爾山，流經邁恩，河口處在魏森圖爾姆和安德爾納之間，河道全長59公里，流域面積372平方公里，